# 紐約地鐵C線
C線第八大道慢車（英語：Eighth Avenue Local），又稱紐約地鐵C線，是紐約地鐵B分部的一條地鐵，全長19英哩。由於該線使用IND第八大道線通過曼哈頓主要地區，因此其路線徽號為藍色。
C線列車除深夜外任何時候都營運，來往華盛頓高地的168街與東紐約的尤克利德大道，停靠沿線全部車站。在深夜時段，日間時以快車營運的A線列車以慢車營運整條C線，停靠所有車站。
C線繁忙時段列車過去以慢車營運IND匯集線往布朗克斯的貝德福德公園林蔭路與皇后區洛克威公園-海灘116街。

## 歷史
|                         |
| 1967-1979年使用（圓形） |

C線與CC線列車自1933年7月1日開始營運於新的IND匯集線。
1976年8月27日，C線行駛慢車取代E線，自福爾頓街駛至洛克威公園，成為當時唯一橫跨四區的地鐵路線。
1986年將雙字代表慢車的措施取消，CC線易名H線。
1998年3月1日，B線與C線北訖站對調，C線北訖站改為168街車站。
1999年起，C線行駛慢車至尤克利德大道。
2001年911事件後，C線暫停服務（於9月21日復駛），停駛期間中央公園西路的慢車由A/D線取代，E線延駛至尤克利德大道。
2005年1月23日，欽伯斯街車站號誌控制室發生火災，最初評估需要幾年的時間才能恢復，但受損設備尚可使用，於是在4月21日恢復正常行駛。

## 路線

### 服務形式
以下表格顯示C線所使用路線：
| 路段          | 起點            | 終點         | 軌道 |
| ------------- | --------------- | ------------ | ---- |
| IND第八大道線 | 168街           | 堅尼街       | 慢車 |
| IND第八大道線 | 錢伯斯街        | 高街         | 全部 |
| IND福爾頓街線 | 傑伊街-都會科技 | 尤克利德大道 | 慢車 |

### 車站
更詳細的車站列表參見上方列出的路線。
| 車站服務圖例             | 車站服務圖例                 |
| ------------------------ | ---------------------------- |
| 任何時候停站             | 任何時候停站                 |
| 任何時候停站（深夜除外） | 任何時候停站（深夜除外）     |
| 僅平日停站               | 僅平日停站                   |
| 車站已關閉               | 車站已關閉                   |
| 僅繁忙時段停站           | 僅繁忙時段停站（有限度服務） |
| 僅繁忙時段的尖峰方向停站 | 僅平日繁忙時段的尖峰時段停站 |
| 時段資料                 |                              |
|                          |                              |
| 無障礙設施               | 車站符合ADA標準              |
| ↑                        | 車站在指定方向符合ADA標準    |
| ↓                        | 車站在指定方向符合ADA標準    |
|                          | 升降機只到夾層               |

| C線列車                  | 中文站名             | 英文站名 | 無障礙設施 | 轉乘 | 連接                                                      |
| ------------------------ | -------------------- | -------- | ---------- | --- | --------------------------------------------------------- |
| 曼哈頓                   |                      |          |            | |                                                           |
| 第八大道線               |                      |          |            | |                                                           |
| 任何時候停站（深夜除外） | 168街                |          | 無障礙設施 | A 1 （IRT百老匯-第七大道線）                                                                                                   |                                                           |
| 任何時候停站（深夜除外） | 163街-阿姆斯特丹大道 |          |            | |                                                           |
| 任何時候停站（深夜除外） | 155街                |          |            | | Bx6選擇巴士服務                                           |
| 任何時候停站（深夜除外） | 145街                |          |            | A B D （IND匯集線） |                                                           |
| 任何時候停站（深夜除外） | 135街                |          |            | B |                                                           |
| 任何時候停站（深夜除外） | 125街                |          | 無障礙設施 | A B D | M60選擇巴士服務往拉瓜迪亞機場                             |
| 任何時候停站（深夜除外） | 116街                |          |            | B |                                                           |
| 任何時候停站（深夜除外） | 教堂公園道-110街     |          |            | B |                                                           |
| 任何時候停站（深夜除外） | 103街                |          |            | B |                                                           |
| 任何時候停站（深夜除外） | 96街                 |          |            | B |                                                           |
| 任何時候停站（深夜除外） | 86街                 |          |            | B | M86選擇巴士服務                                           |
| 任何時候停站（深夜除外） | 81街-自然歷史博物館  |          |            | B | M79選擇巴士服務                                           |
| 任何時候停站（深夜除外） | 72街                 |          |            | B |                                                           |
| 任何時候停站（深夜除外） | 59街-哥倫布圓環      |          | 無障礙設施 | A B D 1 （IRT百老匯-第七大道線）                                                                                               |                                                           |
| 任何時候停站（深夜除外） | 50街                 |          | ↓          | E （IND皇后林蔭路線） | 只限南行可無障礙通行                                      |
| 任何時候停站（深夜除外） | 42街-港務局客運總站  |          | 無障礙設施 | A E 1 2 3 （IRT百老匯-第七大道線） 7 <7> （IRT法拉盛線） N Q R W （BMT百老匯線） S （42街接駁線） ，時報廣場-42街              | 紐新航港局客運總站 M34A選擇巴士服務                       |
| 任何時候停站（深夜除外） | 34街-賓州車站        |          | 無障礙設施 | A E | M34/M34A選擇巴士服務 美鐵、長島鐵路及新澤西交通，賓州車站 |
| 任何時候停站（深夜除外） | 23街                 |          |            | E | M23選擇巴士服務                                           |
| 任何時候停站（深夜除外） | 14街                 |          | 無障礙設施 | A E L （BMT卡納西線） |                                                           |
| 任何時候停站（深夜除外） | 西四街-華盛頓廣場    |          | 無障礙設施 | A E B D F <F> M （IND第六大道線）                                                                                              | PATH，第九街                                              |
| 任何時候停站（深夜除外） | 泉街                 |          |            | E |                                                           |
| 任何時候停站（深夜除外） | 堅尼街               |          |            | A E |                                                           |
| 任何時候停站（深夜除外） | 錢伯斯街             |          |            | A E 2 3 （IRT百老匯-第七大道線，公園廣場） N R W （BMT百老匯線，科特蘭街）                                                     | PATH，世界貿易中心                                        |
| 任何時候停站（深夜除外） | 福爾頓街             |          | 無障礙設施 | A 2 3 （IRT百老匯-第七大道線） 4 5 （IRT萊辛頓大道線） J Z （BMT納蘇街線） 連接R W （BMT百老匯線），經戴伊街行人通道，科特蘭街 |                                                           |
| 布魯克林                 |                      |          |            | |                                                           |
| 任何時候停站（深夜除外） | 高街                 |          |            | A |                                                           |
| 福爾頓街線               |                      |          |            | |                                                           |
| 任何時候停站（深夜除外） | 傑伊街-都會科技      |          | 無障礙設施 | A F <F> R （BMT第四大道線） |                                                           |
| 任何時候停站（深夜除外） | 霍伊特-歇爾美角街    |          |            | A G （IND跨城線） |                                                           |
| 任何時候停站（深夜除外） | 拉法葉大道           |          |            | |                                                           |
| 任何時候停站（深夜除外） | 克林頓-華盛頓大道    |          |            | |                                                           |
| 任何時候停站（深夜除外） | 富蘭克林大道         |          | 無障礙設施 | S （BMT富蘭克林大道線） |                                                           |
| 任何時候停站（深夜除外） | 諾斯特蘭大道         |          |            | A | B44選擇巴士服務，長島鐵路大西洋支線，諾斯特蘭大道         |
| 任何時候停站（深夜除外） | 京斯頓-羅普大道      |          |            | | B15線巴士往JFK機場                                        |
| 任何時候停站（深夜除外） | 猶提卡大道           |          | 無障礙設施 | A | B46選擇巴士服務                                           |
| 任何時候停站（深夜除外） | 勞夫大道             |          |            | |                                                           |
| 任何時候停站（深夜除外） | 洛克威大道           |          |            | |                                                           |
| 任何時候停站（深夜除外） | 百老匯交匯           |          |            | A J Z （BMT牙買加線） L （BMT卡納西線）                                                                                        |                                                           |
| 任何時候停站（深夜除外） | 自由大道             |          |            | |                                                           |
| 任何時候停站（深夜除外） | 凡希克凌大道         |          |            | |                                                           |
| 任何時候停站（深夜除外） | 牧者大道             |          |            | |                                                           |
| 任何時候停站（深夜除外） | 尤克利德大道         |          | 無障礙設施 | A |                                                           |

## 備註
1. ↑  . mta.info.   [2017-12-08]. （原始内容存档于2016-10-16）.
2. ↑   (PDF). 大都會運輸署. 2019年9月  [2019-09-22].

## 外部連結
- MTA NYC Transit - 路線介紹（英文）
- C線歷史（英文）
- MTA NYC Transit - C線時刻表（PDF）（英文）